# Blesle
Blesle är en kommun i departementet Haute-Loire i regionen Auvergne-Rhône-Alpes i centrala Frankrike. Kommunen ligger i kantonen Blesle som tillhör arrondissementet Brioude. År 2022 hade Blesle 618 invånare.

## Befolkningsutveckling
Antalet invånare i kommunen Blesle
| Referens: INSEE |